# Hans Ooft
Hans Ooft (sinh ngày 27 tháng 6 năm 1947) là một cầu thủ bóng đá người Hà Lan. Hans Ooft đã dẫn dắt Đội tuyển bóng đá quốc gia Nhật Bản từ 1992-1993.